# 김긍률
김긍률(金兢律, 생몰년 미상)은 고려(高麗) 전기의 척족(戚族)이다.

## 생애
본관은 청주 김씨(淸州 金氏) 혜종(惠宗) 비(妃) 청주원부인(淸州院夫人)과 정종 비(妃) 청주남원부인(淸州南院夫人)의 아버지이다. 김위계(金位階)는 원보(元甫)에 이르렀다.
청주(淸州)의 호족으로 추정되며 그의 세력배경이 되는 혜종(惠宗)과 정종(定宗)이 재위 2년 또는 3년으로 단명하고 후사가 모두 전하지 않는 것으로 보아 광종(光宗) 재위시 숙청당한 것으로 보인다.

## 가계
- 아버지 : 김위계(金位階)
- 어머니 : ?
  - 문신 : 김긍률(金兢律)
  - 부인 : ?
    - 딸 : 청주원부인(淸州院夫人)
    - 사위 : 혜종(惠宗, 912~945 재위:943~945)
    - 딸 : 청주남원부인(淸州南院夫人)
    - 사위 : 정종(定宗, 923~949 재위:945~949)